# Omphalotus mexicanus
Omphalotus mexicanus es un hongo de la clase Basidiomycota con himenio laminar. Está clasificado en la familia Marasmiaceae. Fue encontrado en México, fue descrito como nuevo para ciencia en 1984. El basidiocarpo contiene los compuestos illudina S e illudina M.
Encontrado en las tierras altas de México y América Central, sus esporas son de un color inusual ya que son azules oscuro con tonos amarillos.